# Marian Bielicki
Marian Leon Bielicki (5. června 1920 Vilnius - 8. dubna 1972 Varšava) byl polský spisovatel, esejista, publicista a překladatel z ruštiny.
Bielicki vystudoval filologii na univerzitě ve Vilniusu. Během světové války žil v Sovětském svazu. Psal reportáže, dobrodružné romány a knihy pro mládež, některé silně poznamenané komunistickou ideologií. Pod pseudonymem Stefan Lemar vydával také detektivní romány.

## Dílo
- Bakteria 078 (1951, Bakterie 078), vědeckofantastický román o boji komunistické strany Japonska a japonských pokrokových vědců s imperialistickými strůjci bakteriologické války.
- Dżuma rusza do ataku (1955, Mor vyráží k útoku), vědeckofantastický román,
- Opowieści Szidikura: baśnie i legendy Tybetu (1957, Příběhy Szidikura), sbírka tibetských bájí a pověstí,
- Lacho z rodu Ha (1959), dobrodružný román pro mládež odehrávající se v Tibetu po otevření silnice z Číny do Lhasy roku 1955. Autor v díle popisuje, jak tamější obyvatelé věrni svým odvěkým zvykům a (dle jeho názoru) i pověrám žili do té doby primitivním způsobem, který se díky čínské revoluci mění k lepšímu.
- Gorycz sławy (1961, Hořkost slávy), román pro mládež o čtrnáctiletém ambiciózním chlapci, který dělá vše proto, aby si dobyl uznání.
- Moje skarby w kosmosie (1962, Můj poklad ve vesmíru), vědeckofantastický román.
- cyklus románů:
  - Gdzie jesteś Małgorzato? (1963, Kde jsi, Markéto?),
  - Małgorzata szuka siebie (1964, Markéta hledá sama sebe),
  - Małgorzaty droga powrotu (1965, Markéta se vrací).
- Zapomniany świat Sumerów (1966, Zapomenutý svět Sumerů), monografie,
- Chłopiec z glinianą tabliczką (1969, Chlapec s hliněnou destičkou), román pro mládež odehrávající se ve starověké Mezopotámii.

## Česká a slovenská vydání
- Bakterie 078, Naše vojsko, Praha 1953, přeložil Erich Sojka,
- Lacho z rodu Ha, SNDK, Praha 1964, přeložila Helena Stachová.
- Vrah prichádza pred polnocou (pseud. Stefan Lemar) ; Bratislava : Obzor, 1967, přeložila Viktória Slobodníková